# Fascinating Rhythm
"Fascinating Rhythm" är en populärmusik-sång skriven av George Gershwin, år 1924 med text av Ira Gershwin.
Den var först introducerad av Cliff Edwards, Fred Astaire och Adele Astaire i Broadway musikalen Lady Be Good.  Fred och Adele spelade också in låten, 1926, med George Gershwin på piano.

## Inspelningsversioner
| - Maxene Andrews - Fred Astaire och Adele Astaire - Fred Astaire - Tony Bennett (1949, som Joe Bari) - Georgia Brown - The Carpenters - Petula Clark - Rosemary Clooney - Xavier Cugat - Jamie Cullum - Vic Damone - Tommy Dorsey - Cliff "Ukelele Ike" Edwards - Les Elgart - Percy Faith - Michael Feinstein - Ella Fitzgerald - Wayne Fontana | - The Four Tops - Judy Garland - George Gershwin - Jack Gibbons - Benny Goodman - Stephane Grappelli - Ted Heath - The Hi-Lo's - Earl Hines - Dick Hyman - Salena Jones - Stan Kenton - Lee Konitz - André Kostelanetz - Cleo Laine - Enoch Light - Herbie Mann - Billy May | - Susannah McCorkle - Maureen McGovern - Red Norvo - Virginia O'Brien - Art Pepper - Oscar Peterson - John Pizzarelli - André Previn - Buddy Rich - George Shearing - Stuff Smith - The Spinners - Tommy Steele - Claude Thornhill - Mel Tormé - Caterina Valente - Sarah Vaughan - Paul Whiteman - Jane Monheit och Mark O'Connor |

### Fotnoter
1. ↑  Billman, Larry (1997). Fred Astaire - A Bio-bibliography. Connecticut: Greenwood Press. sid. 57,235. ISBN 0-313-29010-5